# بگوئمدره
بگوئمدره (Béguemdéré) شهری در شهرستان ناسره در استان بام در شمال بورکینافاسو است و جمعیت آن ۱۰۵۶ نفر (۲۰۰۵) است.